# Attu, Alaska

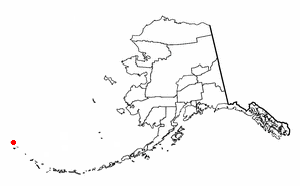
Attus läge i Aleuterna, Alaska.

Attu (aleutiska: Atan) är den västligaste och största ön i ögruppen Near Islands i Aleuterna, Alaska, samt den västligaste punkten (Kap Wrangel) i Alaska, USA och Amerika. Ön är för tillfället obebodd.
Ön var under andra världskriget platsen för Slaget om Attu och området för slagfältet är ett Nationellt historiskt minnesmärke.
De närmaste öarna väster om Attu är Kommendörsöarna som tillhör Ryssland och ligger 335 kilometer bort. Attu ligger nästan 1 800 kilometer från Alaskas fastland och 7 700 kilometer från USA:s huvudstad Washington.
Ön är ungefär 56 kilometer lång och 30 kilometer bred och har en yta på 893 km² och det gör den till USA:s 23:e största ö. Attu är sedan 2010 obebodd, tidigare bestod de bofasta av kustbevakningspersonal som lämnade ön när stationen de jobbade på stängde.

## Galleri

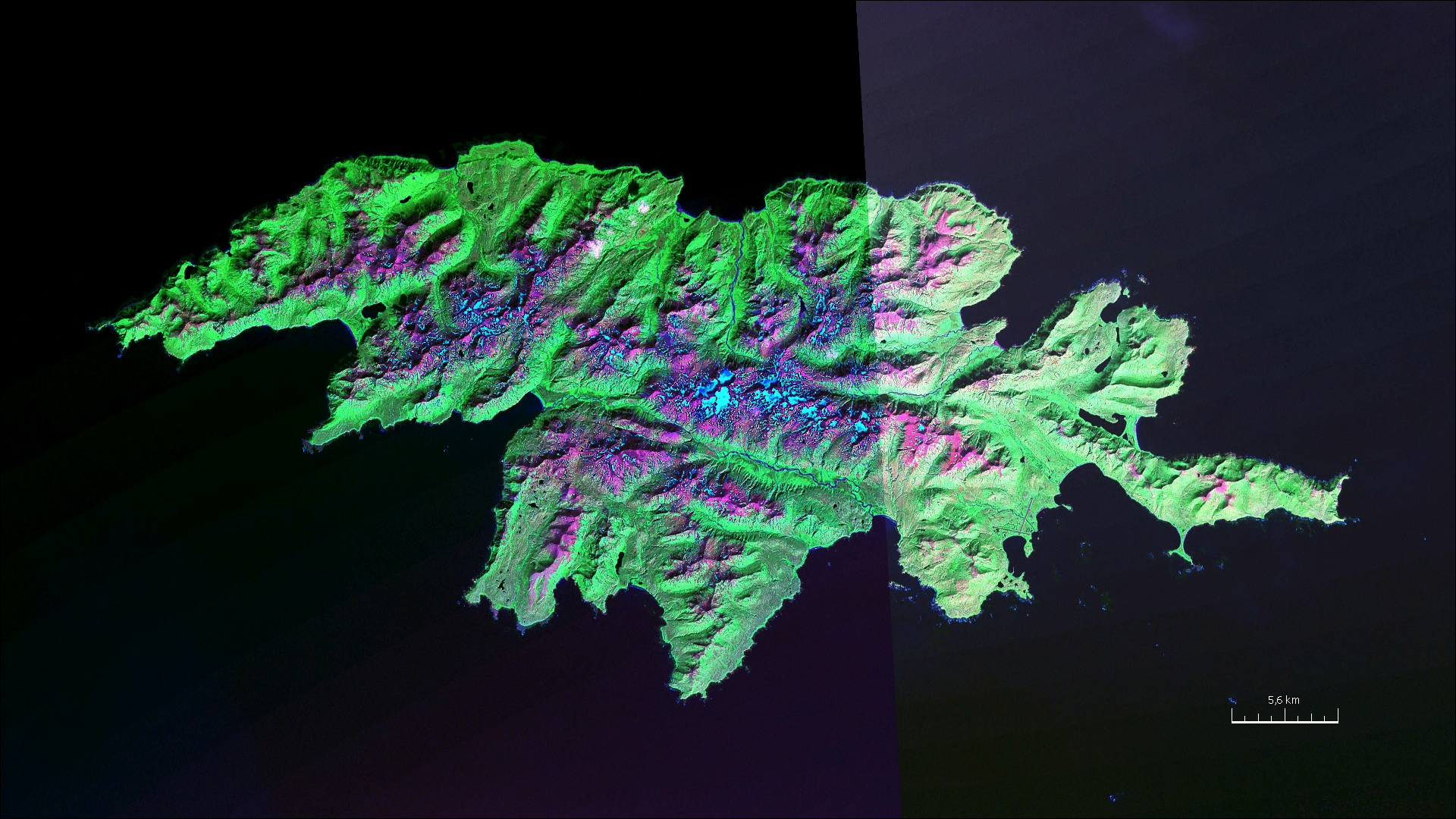
Satellitbild över Attu, 2000.
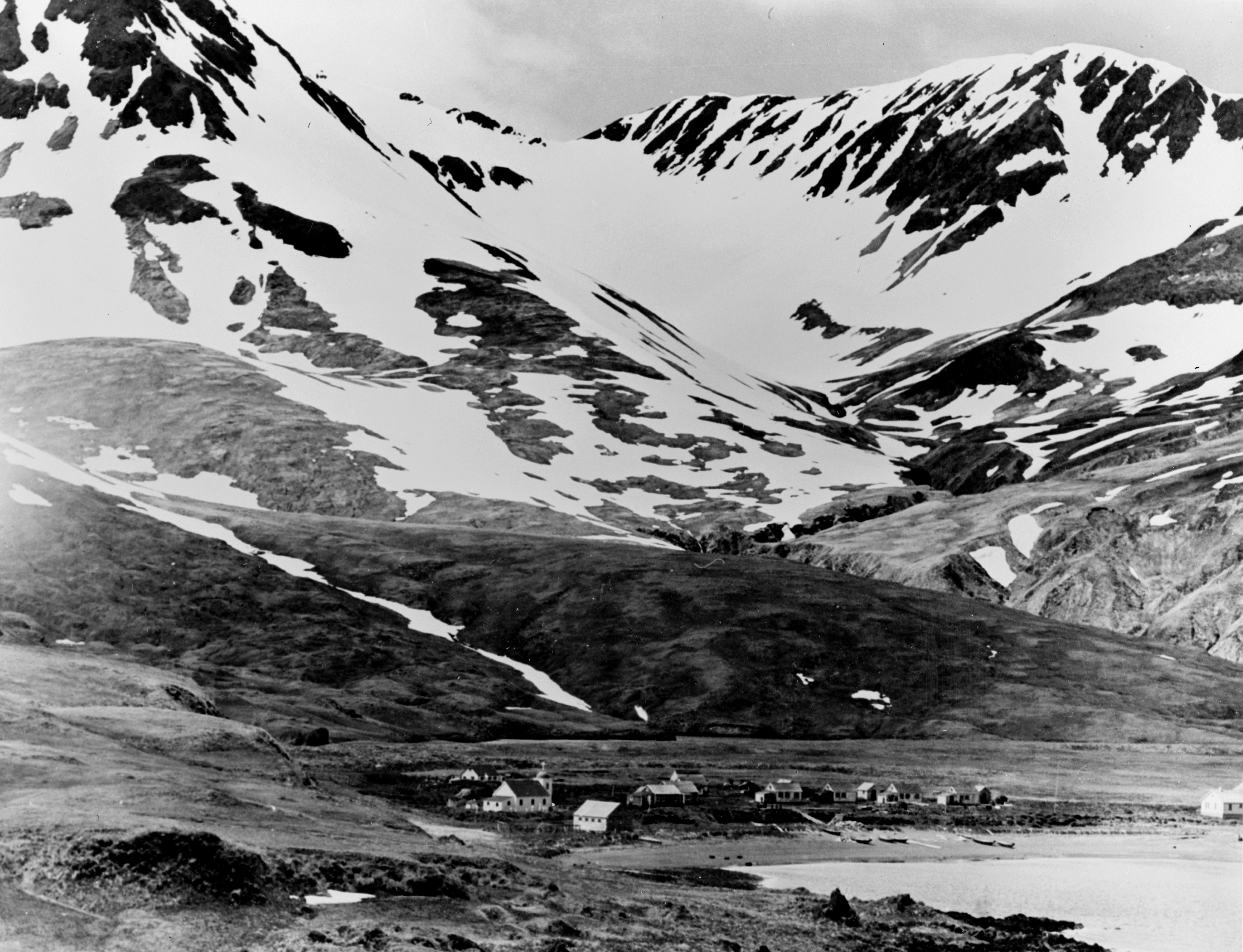
Bosättning på ön, 1937.
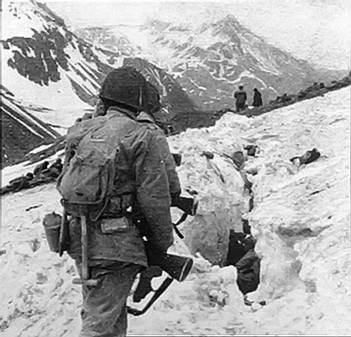
Amerikanska soldater under Slaget om Attu, maj 1943.
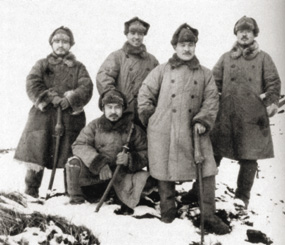
Japanska soldater, vintern 1943.
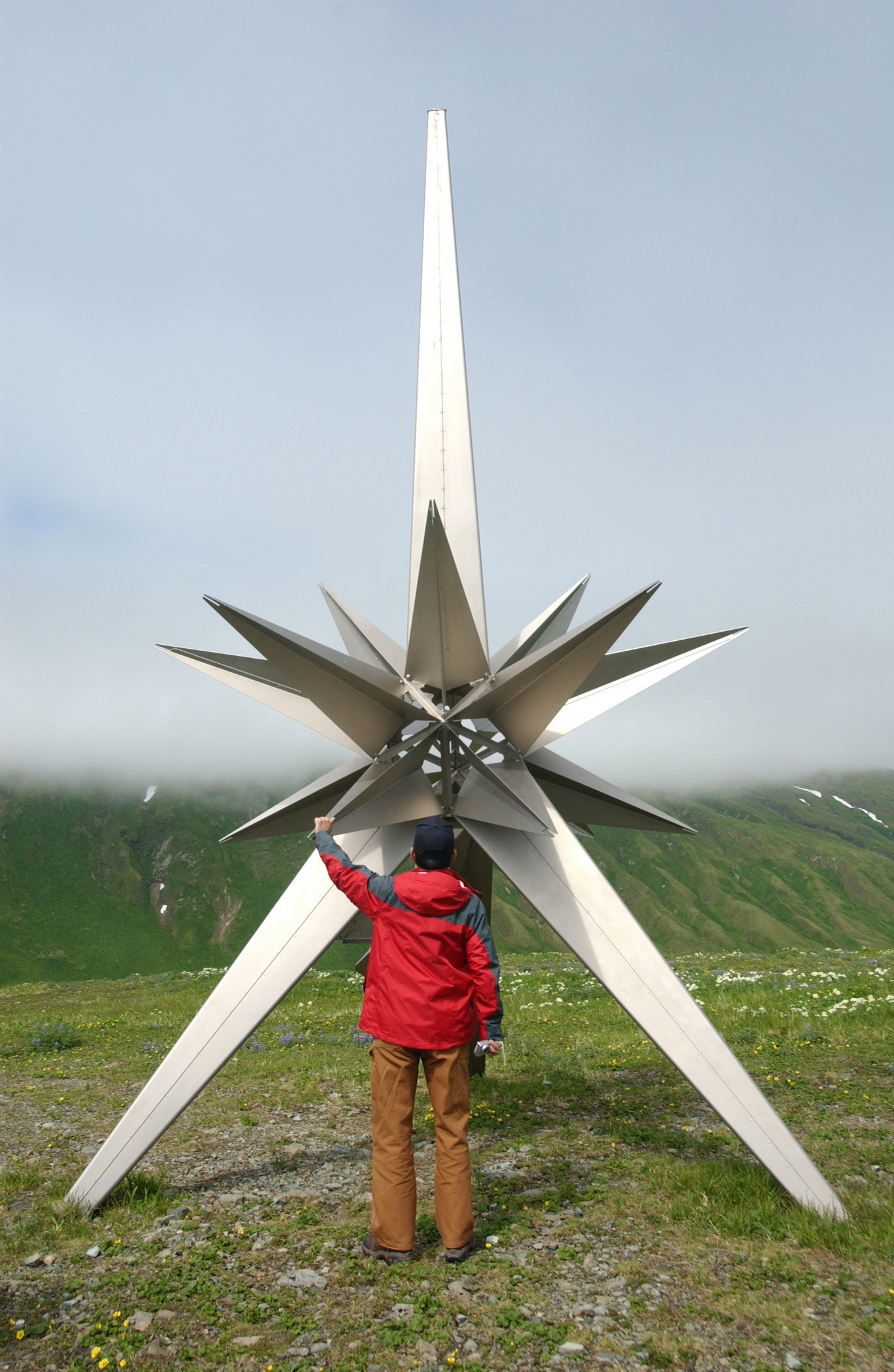
Fredsmonumentet på ön, 2007.